# Olivet (Kansas)
Olivet es una ciudad ubicada en el condado de Osage en el estado estadounidense de Kansas. En el año 2010 tenía una población de 67 habitantes y una densidad poblacional de 95,71 personas por km².

## Geografía
Olivet se encuentra ubicada en las coordenadas 38°28′49″N 95°45′06″O / 38.480236, -95.751564 (38.480236, -95.751564).

## Demografía
Según la Oficina del Censo en 2000 los ingresos medios por hogar en la localidad eran de $32,188 y los ingresos medios por familia eran $58,750. Los hombres tenían unos ingresos medios de $19,583 frente a los $17,250 para las mujeres. La renta per cápita para la localidad era de $15,781. Alrededor del 7.4% de la población estaban por debajo del umbral de pobreza.